# Евополе
Евополе (пол. Ewopole) — село в Польщі, у гміні Травники Свідницького повіту Люблінського воєводства.
Населення — 110 осіб (2011).

## Демографія
Демографічна структура станом на 31 березня 2011 року:
|          | Загалом | Допрацездатний вік | Працездатний вік | Постпрацездатний вік |
| -------- | ------- | ------------------ | ---------------- | -------------------- |
| Чоловіки | 51      | 7                  | 34               | 10                   |
| Жінки    | 59      | 11                 | 24               | 24                   |
| Разом    | 110     | 18                 | 58               | 34                   |